# Ozola macariata
Ozola macariata là một loài bướm đêm trong họ Geometridae.